# Immanuel Heyn

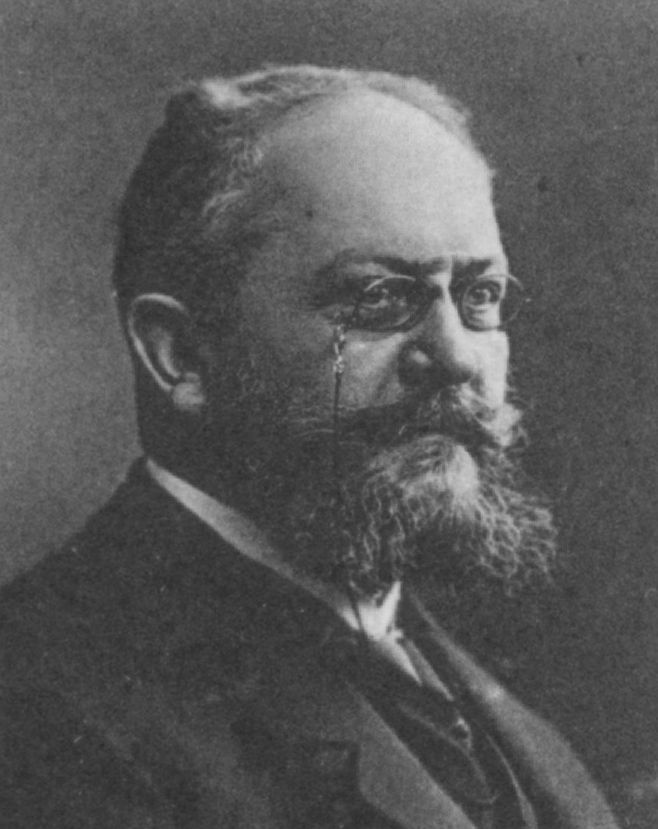
Immanuel Heyn als Reichstagsabgeordneter 1912

Thomas Immanuel Heyn (* 1. Mai 1859 in Kantreck; † 18. August 1918 in Greifswald) war protestantischer Geistlicher und Mitglied des Deutschen Reichstags.

## Leben
Heyn besuchte das Gymnasium in Pyritz und die Universitäten Greifswald und Bonn. 1883 wurde er Hilfsprediger in Brietzig (Kreis Pyritz), 1885 Diakonus in Pyritz-Altstadt, 1890 Pfarrer an St. Jacobi in Greifswald, 1902 zum Pastor an der Petrikirche in Berlin gewählt, aber nicht bestätigt, 1911 zum Pastor an der Kaiser-Wilhelm-Gedächtniskirche in Berlin gewählt und Mitte Februar 1912 bestätigt
Von 1912 bis 1918 war er Mitglied des Deutschen Reichstags für den Wahlkreis Regierungsbezirk Stralsund 1 Landkreis Rügen, Stralsund, Landkreis Franzburg und die Fortschrittliche Volkspartei.

## Werke (Auswahl)
Er veröffentlichte außer zahlreichen religiösen und politischen Aufsätzen folgende Schriften: Die Segnungen des Protestantismus für Volk und Vaterland, Offener Brief an Stoecker in Sachen evangelischer Freiheit und christlicher Gewissenhaftigkeit, Evangelium oder Menschensatzung?, Zum Streit um Babel und Bibel, Jesus im Lichte moderner Theologie und die beiden Predigtwerke: Einer ist euer Meister und Der Herr ist der Geist.
- Vergesst der treuen Toten nicht Gedächtnispredigten für Kaiser Wilhelm I. und Friedrich III. am 11. März und 17. Juni 1888. Backe, Pyritz, 1888 OCLC 249117019.
- Die Segnungen des Protestantismus für Volk und Vaterland. C. Braun, Leipzig, 1890 OCLC 163089833.
- Einer ist euer Meister! Predigten für denkende Christen. Bindewald, Greifswald, 1892 OCLC 163089833.
- Offener Brief an Herrn Hofprediger a. D. Stöcker in Sachen des christlichen Gewissens und der evangelischen Freiheit nebst Beleuchtung der von Herrn Stöcker versuchten Antwort. Schwetschke, Braunschweig, 1894 OCLC 254436116.
- Einfluss der Seelsorge auf die Lehrthätigkeit des Pfarrers. J.C.B. Mohr, Freiburg im Breisgau, 1894 OCLC 42008421.
- Predigt bei der General-Kirchenvisitation am 6. Juni 1899, Ludwig Bamberg, Greifswald, 1899 OCLC 1197923596.
- Der Herr ist der Geist : ein Jahrg. Predigten über d. altkirchl. Evangelien von Immanuel Heyn, Pfarrer. Bamberg, Greifswald, 1899 OCLC 699765274.
- Reformationsfestpredigt über Evg. Joh. 4,19-26 geh. von I[mmanuel] Heyn, Pfarrer an St. Jakobi in Greifswald, Bamberg, Greifswald, 1903 OCLC 250873046.
- Zum Streit um Babel und Bibel, zwei Vorträge, Bamberg, Greifswald, 1903 OCLC 251457503.
- Die weltumfassende Größe des Christentums Predigt über 1. Korinth. 3,21-23 bei der Kirchenvisitation am 21. August 1904, Bamberg, Greifswald, 1904 OCLC 250872585.
- Jesus im Lichte moderner Theologie, Bamberg, Greifswald, 1907 OCLC 247122237.
- Abschiedsfeier für Herrn Pastor Immanuel Heyn, Greifswald. 11.3.1912, Greifswald, 1912 OCLC 935794175.
- Die Entwicklung und bleibende Bedeutung der jüdischen Religion Vortrag gehalten im Verein zur Abwehr des Antisemitismus in Wien am 12. April 1913. Oesterreichische Wochenschrift, Wien, 1913 OCLC 935794175.
- Religion und Politik. Bamberg, Greifswald, 1914 OCLC 250873054, Digitalisat: urn:nbn:de:gbv:9-g-5272164.